# Химна Марока
Шерифиен, је химна Марока коју је написао Лео Морган од 1956. године.

## Арапски стихови
-{:Manbit al-ahrar masriq al-anwar  
Muntada s-su'dadi wa-hima-h
Dumta muntada-h
Wa-hima-h
'Ishta fi l-autan lil'ula 'unwan
Mil a kulli janan dikra kulli lisan
Bir-ruhi bil-jasadi
Habba fatak
Labba nidak
Fi fami wa-fi dami
Hawak thara nur wa-nar
Ikhwati hayya lil-'ula sa'ya
Nushidi d-dunya anna huna nahya
Bi-shi'ar
Allah al-watan al-malik}-

## Српски превод
Фонтана слободе
 
Извор светлости

Где се сусрећу суверенитет и сигурност,

Сигурност и суверенитет
 
......
......